# Yvon Joseph
Yvon Joseph (Cap-Haïtien, 31 ottobre 1957) è un ex pallavolista ed ex cestista haitiano.

## Carriera
Giocatore della Nazionale di pallavolo maschile di Haiti, Joseph non aveva mai giocato a pallacanestro fino al 1980, anno in cui venne scoperto da un allenatore del Miami Dade College. Decise quindi di trasferirsi negli Stati Uniti, e imparò ben presto il gioco: al Miami Dade College disputò 64 partite in due anni, e dal 1982 al 1985 giocò a Georgia Tech.
Venne selezionato al Draft NBA 1985 dai New Jersey Nets come 36ª scelta assoluta. Disputò una sola partita con i Nets, divenendo il primo haitiano nella storia della NBA.